# Валентина Дория
Валентина Дория (на италиански: Valentina Doria; * 1290; † 27 август 1359, Милано) от влиятелната фамилия Дория от Генуа, е господарка на Милано.

## Биография
Дъщеря е на Бернабо Дория († 1325), господар на Сасело и Логодуро, капитан на Генуа, и на съпругата му Елиана Фиески.
Валентина се омъжва през 1318 за Стефано Висконти (1288 – 1327) от фамилията Висконти, съ-господар на Милано, третият син на Матео I Висконти († 1322), господар на Милано. Двамата имат четирима сина:
- Матео II Висконти (1319 – 1355), господар на Милано
- Галеацо II Висконти (1320 – 1378), господар на Милано
- Бернабо Висконти (1323 – 1385), господар на Милано
- Джовани Висконти

Валентина Дория умира на 69 години на 27 август 1359 в Милано.